# Augustin Thierry
Jacques Nicolas Augustin Thierry, (Blois, 10 de Maio de 1795 - Paris, 22 de Maio de 1856) foi um historiador francês.
Ele é particularmente conhecido por ter sido um dos primeiros historiadores a trabalhar com fontes originais em seus estudos.

## Biografia
Nascido em Blois, Loir-et-Cher, irmão mais velho de Amédée Simon Dominique Thierry. Ele não teve vantagens de nascimento ou de fortuna, porém se destacou na Escola de Gramática de Blois além de ter recebidos numerosos prêmios na mesma, o que lhe garantiu o ingresso na École Normale Supérieure em Paris no ano de 1811. Dois anos depois, em 1813 foi enviado como professor para Compiègne, entretanto, permaneceu lá por pouco tempo, retornando rapidamente a Paris.